# Izmjenjivač topline cijev u cijevi
Izmjenjivač topline cijev u cijevi je najčešći tip izmjenjivača topline u uljnim rafinerijama i drugih velikih kemijskih procesa, pa je pogodan za potrebe većeg tlaka. Kao što mu ime govori, ova vrsta izmjenjivača topline sastoji se od ljuske (veliki tlačni spremnik) uz snop cijevi iznutra. Jedan fluid prolazi kroz cijev, a drugi fluid prolazi preko cijevi. Set cijevi naziva se snop cijevi koje mogu sadržavati nekoliko tipova cijevi.

## Teorija i primjena
Dva fluida, različitih temperatura, prolaze kroz izmjenjivač topline. Jedan prolazi kroz cijev, a drugi prolazi izvan cijevi, ali unutar ljuske. Toplina se prenosi s jednog fluida na drugi kroz cijevne zidove, sa strane cijevi prema strani ljuske ili obrnuto. Fluid može biti ili tekućina ili plin i može biti na strani ljuske ili cijevi. Da bi prijenos topline bio efikasan mora se koristiti velika površina prijenosa koja vodi ka korištenju mnogo cijevi. To je efikasan način da uštedimo energiju. Izmjenjivači topline sa samo jednim fluidom (tekućina ili plin) na svakoj strani, zovu se jednofazni izmjenjivači topline. Dvofazni izmjenjivači topline mogu se koristiti za zagrijavanje tekućine do plinovitog stanja (pare), takozvane kotlovnice ili hlađenjem pare koja se kondenzira u tekućinu (kondenzator), uz promjenu faze koje se obično pojavljuju na strani ljuske. Kotlovi na parne motore (lokomotiva) tipično moraju biti veliki. U velikim elektranama s parnim turbinama, cijev-u-cijevi kondenzator koristi se za kondenzaciju izlazne pare u kondenziranu vodu koja se recikilira natrag u paru u generatoru pare.

## Dizajn
Može biti puno varijacija na dizajnu cijev-u-cijevi. Završetak svake cijevi spojen je na “plenums” (zvan “vodena kutija”) kroz rupice u “cijevne listove”. Cijevi mogu biti ravne ili savijene u obliki U, pod nazivom U-cijevi.
U nuklearnim elektranama vodeni reaktor, veliki izmjenjivači topline zvani generatori pare su dvofazni, cijev-u-cijevi izmjenjivači topline koji obično imaju U-cijevi. Koriste paru koja pokreće turbinu za proizvodnju energije. Većina izmjenjivača topline cijev-u-cijevi dizajnirana su s 1, 2 ili 4 izlaza na cijevi. Odnosi se na broj puta koliko fluid u cijevi prođe kroz fluid u ljusci.

Izmjenjivač topline često ima skretne pregrade koje usmjeravaju tok kroz stranu ljuske tako da fluid ne ode prečicom kroz stanu ljuske ostavljajući nedjelotvoran niski protok.

## Izbor materijala cijevi
Da bismo imali dobar prijenos topline, materijal te cijevi mora imati dobru toplinsku vodljivost. Budući da je toplina prenesena kroz cijevi iz vruće na hladnu stranu, dolazi do temperaturne razlike kroz širinu cijevi. Materijal cijevi treba biti kompatibilan s obje strane i ljuske i cijevi za fluide koji su dugo u radnim uvjetima (temperatura, tlak itd.) kako bi spriječili propadanje kao što je korozija. Svi ovi zahtjevi pozivaju na pažljiv izbor jakog, toplinski antistatičnog materijala, otpornog na koroziju, visoko kvalitetnog materijala, najčešće metala uključujući i bakrene legure, nehrđajući čelik, ugljikov čelik, obojene bakrene legure,...

## Pogledati
- Rashladnik
- Parni kondenzator
- Kotao
- ploča i okvir izmjenjivača topline
- Ploča fin topline
- Obraštaj ili dimenzioniranje
- Industrijske peći
- TEMA
- Tlačna posuda
- EJMA
- NTU metoda kao alternativa za pronalaženje LMTD.

## Vanjske poveznice
- Basics of Shell and Tube Exchanger Design
- Basics of Industrial Heat Transfer
- Specifying a Liquid_Liquid Heat Exchanger